# Saint-Nazaire-de-Pézan

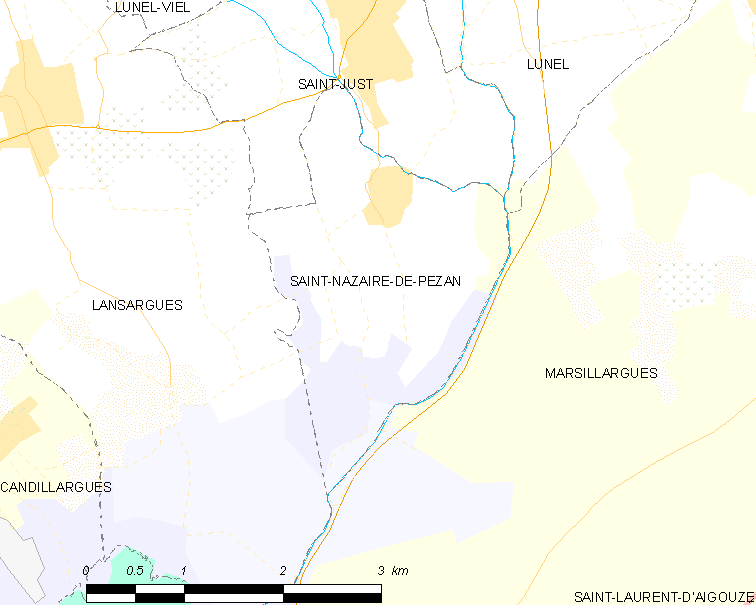
Mapa

 Saint-Nazaire-de-Pézan  es una población y comuna francesa, situada en la región de Occitania, departamento de Hérault, en el distrito de Montpellier y cantón de Lunel.

## Demografía
| 235 | 224 | 200 | 278 | 469 | 539 | 607 |
| Para los censos de 1962 a 1999 la población legal corresponde a la población sin duplicidades (Fuente: INSEE [Consultar]) |     |     |     |     |     |     |